# Maskerberghoningkruiper
De maskerberghoningkruiper (Diglossa cyanea) is een zangvogel uit de familie Thraupidae (tangaren).

## Verspreiding en leefgebied
Deze soort telt vijf ondersoorten:
- D. c. cyanea: westelijk Venezuela, Colombia en Ecuador (behalve het zuidwesten).
- D. c. dispar: zuidwestelijk Ecuador en noordwestelijk Peru.
- D. c. melanopis: van Peru tot centraal Bolivia.
- D. c. obscura: noordwestelijk Venezuela.
- D. c. tovarensis: noordelijk Venezuela.